# ماتس زوكاريلو
ماتس أندريه زوكاريليو آسن (من مواليد 1 سبتمبر 1987) هو لاعب هوكي جليد محترف نرويجي يلعب كجناح لفريق مينيسوتا وايلد في دوري الهوكي الوطني. لعب أيضًا لفريق نيويورك رينجرز ودالاس ستارز. قبل انضمامه إلى دوري الهوكي الوطني، لعب زوكاريليو لفريق مودو هوكي في الدوري السويدي الممتاز. في عام 2010، فاز بجائزة “جولدهيالمين” (الخوذة الذهبية) التي تُمنح سنويًا لأفضل لاعب في الدوري السويدي للهوكي. يُعد زوكاريليو واحدًا من تسعة لاعبين نرويجيين لعبوا في دوري الهوكي الوطني، ويُعتبر أفضلهم في تاريخ الدوري.